# 改名
改名，泛指姓名、藝名、筆名、暱稱、團體或法人、地名等變更的行為。形成的原因相當複雜，可因同化、政治因素、國家法令、個人喜好等理由。

## 人名

### 君主下令
君主對臣民的賜名或賜姓。或处罚性改为恶姓或恶名。

#### 越南
越南李朝被陳朝所滅，陳朝宗室陳守度大肆屠殺李朝宗室，並脅迫他們的後代以至所有姓李的人改姓阮。

### 與其他民族同化

#### 漢化
北魏孝文帝因推動孝文漢化運動，下令所有鮮卑人都要改用漢姓、穿漢服，並禁止說鮮卑語及穿鮮卑服飾。皇室拓跋氏亦改為漢姓元姓。
琉球人在三山時代及之前琉球國第一尚氏王朝建立者巴志獲明宣宗賜姓「尚」，琉球人名開始漢化，至第二尚氏王朝，士族皆使用漢姓，除了自古已有的童名外，士族男子還有唐名和使用漢姓的琉球人名。
中华民国政府遷台後，要求當地原住民採用漢人姓名。

#### 漢八旗滿化
某佳氏是传统满族姓氏。清代康熙朝之后，为提高出身汉军旗的后妃身份，除抬旗外，在姓氏加上“佳”字，将其满化。如乾隆帝妃高氏改为高佳氏、金氏改为金佳氏、魏氏改为魏佳氏。

#### 日本化

##### 台灣、朝鮮日治時期
在日治時期臺灣與朝鮮半島，不少人都被“皇民化運動”所要求而被改为日本人的姓名，被稱為創氏改名運動。

##### 歸化日本[2]
由於在歸化日本時即有放棄原國籍的程序，實際上並沒有規定在歸化時必須將姓名更改為日本風姓名。長久以來會有如此誤會，可能是因為在提出歸化申請的文件上規定姓名欄位須用日本語（日本常用漢字、人名用漢字、平假名、片假名）填寫而被擴大與錯誤解釋。如此規定和在歸化美國時文件也須用英文字母填寫的道理是一樣的。
歸化日本時一般的改名方法是將自己的姓用適當的漢字來表示。（例：芬蘭歸化日本議員弦念丸呈（ → ）、美國歸化日本學者唐纳德·基恩（ → ）等）
原本就有日本風姓氏的人，也可保持日本姓氏加上外語名字。（例：足球員宮澤米歇爾（宮沢ミシェル）、田中鬥莉王（田中マルクス闘莉王））
也有擁有雙重國籍之日本人而沿用雙親姓氏的情況。（例：音樂家酒井龍一等）
因為和日本人結婚或成為養子而歸化的情況，可使用配偶／養家姓氏。（例：前排球運動員白井貴子、格鬥家ボビー・オロゴン）

##### 琉球
琉球國時代士族男子除唐名及琉球人名外，還有以封地名、位階及名乘所組成的和名，用於致日本的文書中。
琉球國滅亡後，當地被日本佔領，琉球士族本來用作正式姓名的唐名和琉球人名不再具有法定地位，改為以「封地名+名乘」組成的日式姓名作為戶籍名。由於同一宗族的人會有不同的采地，同一采地也會被不同姓氏的人所領，因此日本名的苗字並不能反映宗族。女子本來沒有在文書中使用正式名字，只有童名，此後亦開始取日式名。

#### 西化
廣義上說，改變文字也是一種改名，比如李姓人士入籍美國改用Li或者Lee等等廣義上也屬於改姓。
1849年11月11日，西班牙驻菲律宾总督纳西索·克拉维里亚（Narciso Clavería）颁布一道命令，要求所有的菲律宾人采用西班牙姓名。这项法令附有一个可供选择的姓氏的名册，大部分是从马德里姓名地址抄录的西班牙姓（西班牙贵族的姓氏和克拉维里亚总督自己的姓氏不包括在内），供菲律宾人人按地区挨村挨户地选用，这使得除南部穆斯林以外的大部分菲律宾人都有一个西班牙式姓名。
根據卡通片《老鼠也移民》這套電影開頭所反映，一戰前從俄國逃難而移民到美國的人都要把姓名從原來的俄語的名字改成英語的名字，例如：Ivan --> John。
香港不少華人有洋名（英語人名的名字）。
澳門不少華人有葡萄牙语人名，原因有以下幾點：
1. 為加入葡國國籍而將姓或名葡文化
2. 領洗信奉天主教而加用聖人名
3. 外籍神父修女撫養孤兒或領養兒童，多為他們取葡文姓名
4. 家族非純華裔血統，若有葡裔血統者，多為子女取葡文姓名

#### 東南亞化
一些早年移居東南亞的華人，其後代已與當地原住民同化，不再使用漢名、漢姓。如菲律賓前總統阿基諾夫人，原名科拉桑·許寰哥，她是中國閩南移民許玉寰（又稱許尚志）曾孫女，許玉寰被菲律賓華人尊稱「許寰哥」，後來「許寰哥」（Cojuangco）就變成其家族的菲律賓式姓氏。
1960年代，東南亞國家對當地華人普遍比當地原居民生活富裕的情況產生仇恨和嫉妒心理。與此同時，中國共產黨向東南亞地區加緊輸出革命，不少華人支持革命和受到當地華人社團所利用。這一切，使得在中國的周邊國家，尤其是在東南亞的菲律賓、印度尼西亞等國家，對可能來自中國的顛覆威脅的憂慮和敵視與日俱增，加上華人長期控制當地經濟，日積月累的不滿引，雖然已經長期居住在這些地區，但母國仍然屬於中國的當地華人受到來自當地政府和普通土著民族百姓的懷疑、歧視、打壓和嫉恨。“排華”、“辱華”，限制和攻擊華人的事件頻繁發生，甚至在某些國家，政府公然出臺法律禁止華人保留中國式姓名。這些情況迫使當地為求自保，都不得不放棄或隱藏原本的中國姓氏，轉而在公開場合使用符合當地習慣的姓氏。這使東南亞不少華人在事實上擁有兩套姓名。例如：泰國的前總理川·立派是華人，其漢名是為「呂基文」。又如香港行政會議成員陳智思，因其家族擁有泰國國籍，所以他亦擁有一個泰國姓名：Charnwut Sophonpanich。
不過，這種做法在今日的社會有可能對他們造成不便。不少泰國及菲律賓的華僑在前往大中華地區出差時，由於不能證明自己的華人血統，而要與其他外國人一樣付費申請簽證。這無論對他們工作或歸鄉定居都很不方便。
由於現在這種情況已經大為緩和和好轉，加之目前大部分當地政府，如印尼等國政府也在法律上廢除了“歧視華人，禁止漢姓”等條款，使不少當地華人得以重新復姓（有需要時也回復譜名），但不少華人已融入當地社會。

#### 避免迫害
香港沙田大圍村、上徑口村及田心村韋姓村民據傳為漢朝淮陰侯韓信的後人，韓信被呂雉設計殺害，蕭何命蒯徹匿藏韓信之子於南粵，隱姓埋名，取韓字之半，改姓韋。
朝鮮半島高麗王朝滅亡後，高麗王氏王室成員為免受到朝鮮王朝逼害而紛紛改姓，通常以增加筆畫的形式改姓，如改姓全、田、玉、琴、馬、車、乃、龍、申、金等。
中世紀許多猶太人為了避免迫害亦有改名與改宗的情況。

### 避諱
如漢代時為避漢明帝名諱，改「莊」姓為「嚴」姓；清代時為避孔子名諱，改「丘」姓為「邱」姓。

### 國家政策影響
中華人民共和國成立後推行文字簡化，如1977年12月20日發表的《第二次漢字簡化方案(草案)》，把「蕭」簡化為「肖」，形成今日「肖」姓多於「蕭」姓的情形，類似的還有「閻」和「閆」等等。
另外世界各國法律不允許或者默認不允許使用官方文字外的文字命名，即使成功命名，也會由於社會的壓力而被迫改名，比如「趙C案」中的「趙C」，雖然最後維權成功，但迫於壓力仍然改用漢字名。

### 婚姻
世界不少地区的女性在结婚后，将原有女性人名的姓氏前加上夫姓或改为夫姓。而各国的法律对此也有不同的规定。
未成年的子女也会因為父母的婚姻状况改变姓氏。有些女性在离婚后，会将本来从父姓的子女姓氏改为自己的姓氏，即随母姓。亦或是再婚后将子女的姓氏改为继父的姓氏。宋朝文学家范仲淹幼年时母亲谢氏改嫁到朱家，改名为朱說，成年后恢复范姓。

### 收养
被收养的子女，原来的姓氏改为养父母的姓氏。東亞传统社会中，同一宗族内的过继则不需要改姓。

### 算命
利用人名學算命將原名改成被認為能提升運氣的名稱。

### 提升或降低知名度
- 黃宏成台灣阿成世界偉人財神總統：原名「黃宏成」，為提升名氣以及參選而改名。
- 劉暖曦：原名「劉鑫」，江歌案中的當事人，為降低知名度而改名。

### 避免與他人身分混淆

#### 台湾
銓敘時同姓名者，要以字行或改名。在台灣，依據中華民國42年（1953年）2月20日制定，3月7日總統公布的《姓名條例》，第五、六、七條分別明定得以改姓、名、姓名的條件。民國90年（2001年）6月1日修正全文，6月20日總統公布，10月15日施行的《姓名條例》，第六、七、八條分別明定得以改姓、名、姓名的條件，但第十二條禁止有某些犯罪相關情事者，申請更改姓、名、姓名。民國104年（2015年）5月5日修正全文，5月20日總統公布，自公布日施行的《姓名條例》，第八、九、十條分別明定得以改姓、名、姓名的條件，但第十五條禁止有某些犯罪相關情事者，申請更改姓、名、姓名。

##### 換發證件
1953年《姓名條例》第三條、2001年修正公布全文《姓名條例》第四條、以及2015年修正公布全文《姓名條例》第六條，都明定證件應用本名，否則無效，所以有意改姓名者要注意：
《道路交通管理處罰條例》民國57年（1968年）制定公布，5月1日施行起，汽車駕駛人姓名依法變更，而不報請變更登記者，處十至五十銀元（合新臺幣30至150元）罰鍰，並責令補辦登記。此類罰鍰，民國64年（1975年）全文修正公布，次年1月1日施行時，漲至五十至一百銀元（合新臺幣150至300元）。民國75年（1986年）全文修正公布次年1月1日施行時，汽車駕駛人姓名依法更改而不報請變更登記者，處一百至二百銀元，合新臺幣300至600元罰鍰，並責令補辦登記。
中華民國護照持照人已依法更改中文姓名者，應申請換發護照。中文姓名不得加列別名。
土地權利登記後，權利人之姓名或名稱有變更者，應申請更名登記。設有管理人者，其姓名變更時，亦同。

##### 僑民申請更改姓名
民國44年（1955年）訂定的《僑民申請更改姓名辦法》，明定僑民向駐外館處申請更改姓、名、姓名的程序。民國90年（2001年）廢止此《辦法》時，改由《姓名條例施行細則》歷次第四條最後一項明定，申請更改姓、名、姓名的無戶籍國民由駐外館處核定核准；有戶籍國民由駐外館處核轉其戶籍地戶政事務所核定，民國104年（2015年）修正發布改成「由駐外館處核轉其最後戶籍地戶政事務所核准」，但此方式適合無臺灣證件不一致可能之疑慮者，所以有相當臺灣證件者，仍應返臺向戶政事務所申請更改姓名，以便就近換發中華民國國民身分證、全民健康保險卡、駕照等。

#### 中国大陆
根据2014年十二届全国人大常委会第十一次会议通过的全国人民代表大会常务委员会关于《中华人民共和国民法通则》第九十九条第一款、《中华人民共和国婚姻法》第二十二条的解释之规定，公民姓名应当尊重社会公德，不得损害社会公共利益，并可以在父姓和母姓之外选取姓氏。
公民如若變更姓名需依照中華人民共和國戶口登記條例第十八條的規定前往戶口登記機關辦理更名。

## 地名
地名也是常被統治者更改，政治因素是常见的改名原因。改地名对经济发展有影响。

### 政治原因
古代如明太祖朱元璋改长安为西安，现代如國民革命軍北伐后北京改北平，中華人民共和國成立后又改回北京。
文革时期，地名改“红”之风遍及全国。
臺灣日治時期與香港日治時期，許多地名和街道名被改為日式名稱。
台灣有：錫口 → 松山、阿公店 → 岡山、打狗 → 高雄等。
香港有：鵝頸 → 春日區、跑馬地 → 青葉區、淺水灣 → 綠之濱、油麻地 → 香取區、九龍塘 → 鹿島區、皇后大道西 → 西明治通、英皇道 → 豐國通（詳見香港日佔時期地名列表）。
日治時期結束後，許多地名也被新政府改回原有名稱。道路的名稱也是地名的一種。例如紀念蔣中正的中正路在中國大陸已悉數消失，臺灣亦有改名的倡議（去蔣化）。

#### 避讳
与人名改名类似，避讳也是改名的常见原因。国家建立或新皇帝登基，通常需要对某此字进行避讳，改名势不可免。

### 经济原因
出于提高知名度及发展旅游业的需要，近年来中国大陆很多风景区所在地也出现了改名现象，如四川省灌县改都江堰市，南坪县改九寨沟县，云南省中甸县改香格里拉县，福建省崇安县改武夷山市。安徽省徽州地区撤地设市成了黄山市。这种现象常为人所诟病，认为不尊重历史文化。
同样为了发展旅游业，很多水库也改名为湖，始作俑者千岛湖（新安江水库）取得了成功，知名度大幅提升，而后继者如万绿湖（新丰江水库）等却失败了，万绿湖尚不如新丰江水库知名。虽然如此，此风已刮遍全国，大型水库几乎全都成了湖。
臺灣也曾發生過為了觀光因素而變動傳統地名的案例，詳見富貴車站。

### 忌讳及最佳化
江苏省境内的骆马湖因官员对“落马”二字的忌讳，在宿迁境内被改为马上湖，在徐州境内被改为龙马湖。因為原來地名不雅或不吉而改名，则是常见的原因，如香港的樂富原名「老虎岩」、秀茂坪原名「蘇茅坪」、馬料水原名「馬尿水」、調景嶺原名「吊頸嶺」等；北京的时刻亮胡同原名屎壳郎胡同、库资胡同原名裤子胡同、王广福斜街原名王寡妇斜街等。

### 行政区划单位变更
唐朝初年，全国郡改为州，唐玄宗时州改为郡，到唐肃宗时，再改回州。民国初年，全国废府州厅改县，府、州、厅皆废。故很多州厅改为县，如1913年，邓州改为邓县。
当代，在中华人民共和国撤县设市的浪潮中，很多单字名县改成了双字名市，最常见的是将“县”字改州市，如河南省邓县改邓州市，梅县改梅州市。因为由县改市，根据中文行文习惯，市名一般为两字，单字名市语音学上不美。2010年，才出现第一个单字名市——芒市。

### 避免同名
民国初年，全国废府州厅改县，江苏省太平厅改名太平县。不久后的1914年1月，大总统袁世凯批准内务部《改定各省重複縣名及存廢理由清單》，在全国范围内消灭同名县。当时，全国有五个太平县（山西省太平县、安徽省太平县、浙江省太平县、四川省太平县、江苏省太平县），除安徽省太平县外，其余皆改名。而二戰後的臺灣，全臺有3鄉鎮擬以新港為名，後經抽籤決定，分別改名為成功鎮、伸港鄉、新港鄉。

## 軼事
2021年3月15日，日本跨國連鎖迴轉壽司專賣店壽司郎在台灣推出【愛的迴鮭，尋人啟事｜「ㄍㄨㄟ」「ㄩˊ」在哪裡，快點迴家吧！】吃鮭魚，找「ㄍㄨㄟ」「ㄩˊ」的活動，在3月17日～3月18日期間，只要名字與鮭魚同音一字享9折優惠，與鮭魚同音兩字享5折優惠，與鮭魚同音同字則享免費優惠，掀起一陣改名免費吃鮭魚壽司的熱潮，被稱做鮭魚之亂。內政部針對此次活動而自創成語「實至名鮭」，解釋為「未算好3次改名額度，因此踏上不『鮭』路。」並戲稱是鮭魚大結義，有的業者甚至順勢搭上這股熱潮，瘋狂程度除了吸引美國《華盛頓郵報》、《CNN》、《VICE新聞》、《商業內幕》；英國《BBC》、《衛報》；新加坡《亞洲新聞台》、香港《香港電台》、荷蘭《電訊報》等多家外國媒體爭相報導外，同時亦遭致許多批評。此次活動共計有331人改名，同時也順帶引出10位台灣人本名為“鮭魚”的趣事。

## 延伸阅读
[在维基数据编辑]
 《欽定古今圖書集成·明倫彙編·氏族典·改姓部》，出自陈梦雷《古今圖書集成》